# Aurora Galli
Aurora Galli (ur. 13 grudnia 1996 w Tromello) – włoska piłkarka, grająca na pozycji pomocnika.

## Kariera piłkarska

### Kariera klubowa
W 2011 rozpoczęła karierę piłkarską w Femminile Inter Milano. Latem 2011 roku podpisała kontrakt z Torres Calcio Femminile. W sezonie 2015/16 broniła barw ASD Mozzanica, a w 2016/17 AGSM Verona Calcio Femminile. W lipcu 2017 przeniosła się do nowo utworzonego Juventusu Women.

### Kariera reprezentacyjna
6 grudnia 2015 debiutowała w narodowej reprezentacji Włoch w meczu przeciwko Chin. Wcześniej broniła barw juniorskiej reprezentacji.

## Sukcesy i odznaczenia

### Sukcesy piłkarskie
Torres
- zdobywca Superpucharu Włoch: 2013

Juventus Women
- mistrz Włoch: 2017/18